# Barbarin (Navarre)
Pour les articles homonymes, voir Barbarin.
Barbarin est une ville et une municipalité de la communauté forale de Navarre (Espagne).
Elle est située dans la zone non bascophone de la province et à 50 km de sa capitale, Pampelune. Le castillan est la seule langue officielle alors que le basque n’a pas de statut officiel.
Le secrétaire de mairie est aussi celui de Igúzquiza, Luquin, Villamayor de Monjardín.

## Démographie
| Évolution démographique                                  | Évolution démographique | Évolution démographique | Évolution démographique | Évolution démographique | Évolution démographique | Évolution démographique | Évolution démographique | Évolution démographique | Évolution démographique | Évolution démographique |
| 1996                                                     | 1998                    | 1999                    | 2000                    | 2001                    | 2002                    | 2003                    | 2004                    | 2005                    | 2006                    | 2007                    |
| -------------------------------------------------------- | ----------------------- | ----------------------- | ----------------------- | ----------------------- | ----------------------- | ----------------------- | ----------------------- | ----------------------- | ----------------------- | ----------------------- |
| 106                                                      | 106                     | 107                     | 98                      | 96                      | 93                      | 97                      | 94                      | 85                      | 85                      | 82                      |
| Sources: Barbarin et instituto de estadística de navarra |                         |                         |                         |                         |                         |                         |                         |                         |                         |                         |

### Sources
- (es) Cet article est partiellement ou en totalité issu de l’article de Wikipédia en espagnol intitulé « Barbarin » (voir la liste des auteurs).